# 巴斯特羅普 (德克薩斯州)
巴斯特羅普（英語：Bastrop）是一個位於美國德克薩斯州巴斯特羅普縣的城市。根據2010年美國人口普查，該地共人口7218人，而該地的面積約為23.60平方千米。同時該地也是巴斯特羅普縣的縣治。

## 地理
巴斯特羅普的座標為30°06′43″N 97°19′01″W / 30.11194°N 97.31694°W，而該地的平均海拔高度為112米（即361英尺）。